# Horváth János (püspök)
Horváth János (Balatoncsicsó, 1769. november 4. – Pozsony, 1835. január 16.) teológiai doktor, székesfehérvári püspök, titkos tanácsos, a Magyar Tudományos Akadémia tiszteleti tagja.

## Élete
Középsorsú szülők gyermekként született. A fiúnak szép tehetsége hamar feltűnt a helybeli lelkész Jankó Ábrahámnak; akinek buzdítására a szülők előbb a pápai, azután a veszprémi gimnáziumba küldték fiukat továbbképzés végett. 1780 és 1786 közt végezte középiskoláit és a pozsonyi akadémiába ment, ahol két év után, 1788-ban a Veszprém megyei egyház növendékei közé lépett. A hittudomány tanulására a pozsonyi várban levő papnevelő-intézetbe küldetett, ahol a keleti nyelvekben, a Szentírás magyarázatában, az egyház történetében és régészetében tőkéletesítette tudását. 1792-ben, a negyedik év beteltével pappá szenteltetvén, megkezdte lelkészi működését mint káplán Veszprémben. Jeles egyházi szónok és művelt férfiú volt. 1797-ben a Jankovich család által szőlősgyörki (Somogy megye) plébánossá neveztetett ki. 
1801-ben, egyházi beszédeinek már híre kelvén, gróf Festetics György a keszthelyi plébániával és a vele járó hahóti Szent Margit szűzről címzett apátsággal tisztelte meg. Ekkor különös gondot fordított a nemes ifjak nevelőházára, zene-, rajz- és nemzeti iskolákra, Zala megye árvaintézetének rendezésére, mint az erre felügyelő bizottmány elnöke. Érdemei 1808. augusztus 2-án veszprémi kanonokságra és 23-án a rudinai Szent Mihályról címzett apátságra emelték. Ugyanezen évben a papnevelő igazgatása és a hittudományok kormányzása is rá bízatott. 1815-ben següsdi, majd pápai, végül sümegi főesperessé nevezték ki. Mint káptalanának követe 1822-ben Pozsonyban a nemzeti zsinaton, 1825-ben pedig az országgyűlésen megjelenvén, a vitatkozásokban élénk részt vett. Tagja volt az országos munkálatok kidolgozására és a hazai irodalom törvényszerinti előmozdítását intéző küldöttségnek. 
1826-ban teológiai doktori oklevelet nyert és az egyetem teológiai karának igazgatója és elnöke lett és bozoni választott püspök. Nemsokára helytartósági tanácsossá, 1829 végével az udvari magyar kancelláriánál előadóvá, 1830. szeptember 8-án székesfehérvári megyés püspökké és 1832-ben valóságos belső titkos tanácsossá nevezték ki. A Magyar Tudományos Akadémia, melynek alaprajzát szerkesztő választmányának tagja volt, 1832. szeptember 11-ei nagygyűlésében tiszteleti tagnak választotta. A székesfehérvári kórház alapjához 1000 forinttal járult; papnevelő-intézetében a hazai törvény tanszékét állított föl és a 19. sz. sorezred katonanövendékeinek a magyar nyelv tanítására évenként 60 pengőforintot rendelt; a magyar irodalmi vállalatokat elősegítette tanáccsal, pénzzel. 
Zala-, Somogy- és Veszprém vármegyék táblabirája volt. Miután mint követ az országgyűlésre megjelent, meghalt 1835. január 16-án Pozsonyban. A Magyar Tudományos Akadémiában (ahol soha sem jelent meg) Guzmics Izidor tartott fölötte emlékbeszédet.

## Írásai
Cikkei, költeményei a Pesti magyar társaság Kiadványainak I. Darabjában (költemények); az Erdélyi Múzeumban (VIII. A becsületes ember képe, Virág Benedekhez, Ártatlansághoz, Igaz férfiú); a Tudom. Gyűjteményben (1817. VII. A ker. hit terjedésének történetei, 1818. VII. Hahoti apátság emlékezete, 1819. II-IV. Az egyházi kormány történetei a magyaroké lett tartományokban a IX. és X. században, 1823. III. Töredék Tóközről, XII. A nevelést tárgyazó gondolatok, 1825. XI. Pestalozzi nevezetes állításai a nevelésről); a Szépliteraturai Ajándékban (1824. költ.); a Hebeben (1825-26. költ. és A Hunnusok királya); a Felsőmagyarországi Minervában (1829. X. A szépség, 1830. X. Régi ének 1580. eszt. előtt való időből, a magyarok eredetéről s egyéb dolgaikról, 1831. V. Osszian, IX. A hajdani görög fejérnép, XI. Brindizi Lőrincz, vagy a Fejérvár elfoglalása után történt fő-ütközet 1601-ben sat.); a Sasban (1831. VI. Fessler birói itélete a könyvekről és a magyar hadi népről, VIII. Az isteni Gondviselés igazságos ez életbeli szerencsére és szerencsétlenségre nézve, 1833. XIII. Csudálkozásra méltó sorsa egy magyar püspöknek Ilosvay Pálnak Tatárországban 1510 körül, XV. Báthory Kristóf sikertelen szavai fiához Zsigmondhoz.)

## Munkái
- Pásztori dal. Veszprém, 1796
- Az Istennek imádása. Veszprém, 1796 (és 1812)
- Vitéz Kinisy Pálnak hamvai. Öszve szedte H. J. s(zőllös) g(yöröki) p(lébános). A haza s király védőinek ajánlja S(zvorényi) M(ihály) w(eszprémi) t(anító). Veszprém, 1797 (költemény)
- A jó hazafinak, s igaz kereszténynek példája. Avagy az urban Boldogasszony hava 10. napján 1797. boldogúl kimult... Tolnai Festetits Lajos urnak... ditső emlékezete, melyet halotti tisztességét gyászos szívvel illő sok fő-uri, és köz-rendeknek... eleikbe terjesztett... Pécs
- Tökélletes szentségre, és boldogságra vezető Jézus tudományának szivre ható rajzolatja a Danczer Jakab német munkájától. Veszprém, 1800
- Buza-kalász koszorú. Veszprém, 1801
- Az egyházi férfiak tüköre; avagy Mélt. Zala-Lövői Csapodi Lajos úr halotti dicsérete, melyet Szt. Jakab havának 7. 1801. mondott. Veszprém, 1802
- Néhai Mélt. és Ft Pészaki Bajzáth József veszprémi püspöknek... nagy érdemei, melyeket, midőn 1802. Szent-György havának 29. napján a veszprémi megyének árva rendjei gyászos egyházi pompával tisztelték, az ő sirjánál a veszprémi püspöki templomban hirdette. Veszprém, 1802
- Néhai Főmélt. és Főt. Schwartzenberg Ernest Cromanai herczegnek, győri megyés püspöknek, szép és kegyes erkölcsei, melyeket az ő gyászünnepén pünkösd havának 21. hirdetett. (Győr)
- Néhai... Tolnai Festetics János úrnak T. Somogy vármegye .. százados kapitányának Szent Iván havának 14. a győri ütközetben történt elestének emlékezete. Veszprém, 1809
- A tökélletes fő pásztor. Boldogult Nagy Mélt. Milasin Miklós székesfejérvári püspöknek... emlékezetére, nagy érdemeiből kis asszony havának 13. 1811. Székes-Fejérvárott ábrázolta. Veszprém
- Miképpen kell embernek tartoztatnia, viselnie, könnyebbitenie a kereszteket tiszti hivataljában? Azon alkalmatossággal, midőn... Magyarász József úr, papi segédje. első áldozatját mutatta bé... megfejtette. Veszprém, 1811
- Hitbéli és erkölcsi oktatások az ur imádságáról, angyali üdvözletről, szent mise áldozatjáról és az anyaszentegyháznak egyébnemű imádságairól. Franczia nyelven írta néhai Nicole ur. Ford. Veszprém. 1815
- Az ékes szóllás a koporsóknál. Veszprém, 1816
- A régi magyaroknak vallásbéli s erköltsi állapottyokról. A magyar anyaszentegyház történeteinek próbájából Pest, 1817 (Előbb a Tudom. Gyűjteményben)
- Tisztelet oszlopa, melyet néhai Tolnai gróf Festetics György ur Ő excellentiájának, ápr. 15. 1819. emelt. Veszprém, 1819. (Németre ford. Szluha Károly gróf. Veszprém, 1819)
- A jó és tökélletes szívnek rajzolatja, melyet néhai mélt. és főt. Kurbély György urnak, veszprémi megyés püspöknek kedves emlékezetének megdicsőitésére készített, s az 1821. eszt. kis asszony havának 8. tartott gyászünnepének alkalmatosságával előterjesztett. Veszprém
- Szent István első apostoli király a magyar nemzetnek tökélletes emberségre vezető bölcs kalauza. Bécsben a... kapuczinus atyáknak templomában 1825. eszt. kis asszony havának 21. napján hirdette. Bécs, 1825
- Pásztori beszéd, melyet mélt. és főt... székes-fejérvári püspök... püspöki székébe lett beiktatásakor boldogasszony hava 8. 1832. a néphez mondott. Székes-Fejérvár

Szerkesztette és kiadta az Egyházi Értekezések és Tudósitások c. évnegyedes katholikus egyházirodalmi folyóiratot 1820-24-ben húsz füzetben Veszprémben (ebben több czikke van); szintén az ő közreműködésével keletkezett az Egyházi Folyóirás cz. kath. hittudományi folyóirat (szerk. Kovács Mátyás és Oswald Ferencz 1832-34-ben) Pesten.
Levelei Révaihoz, Veszprém 1796. március 19. és Horváth Istvánhoz, Pécs 1822. november 6., 1828. október 25. Sz.-Fehérvár, 1831. december 21. (a Magyar Nemzeti Múzeumban). Két levelét 1816. május 10. és június 15. közli a Katholikus Hetilap (1879. 48. sz.)